# Death by Stereo
Pour les articles homonymes, voir DBS.
Death by Stereo (abrégé DBS) est un groupe américain de punk rock, originaire du comté d'Orange, en Californie. Il est formé en 1998 par le chanteur Efrem Schulz, et est bien connu pour leurs performances énergiques. Leur nom peut être attribué au film d'horreur de 1987 Génération perdue, dans lequel Corey Haim prononce la réplique.
Death by Stereo compte sept albums studio et un album live. Leur album studio le plus récent, We're All Dying Just in Time, sort en 2020.

## Histoire
Le groupe est formé par Ian Fowles, Jarrod Alexander, Efrem Schulz, Paul Miner et Jim Miner à partir des restes de leurs anciens groupes. Jarrod et Ian faisaient partie du groupe D-Cons, Efrem était du groupe Clint et Paul et Jim, qui sont frères, faisaient partie de CleanX,. Les cinq membres se connaissaient depuis longtemps avant la formation de Death by Stereo, car leurs anciens groupes avaient déjà tourné et enregistré ensemble. Le label de Paul, Dental Records, avait sorti la musique de Clint et de D-cons et allait plus tard sortir le premier album de Death by Stereo.
En 1998, Death by Stereo est signé par Indecision Records, et sort son premier album, If Looks Could Kill, I'd Watch You Die, l'année suivante. Peu de temps après, Jarrod déménage à Boston pour se consacrer à plein temps à la musique à la Berklee School of Music, et est remplacé par Tim Bender. Keith quitte également le groupe, pour se consacrer à ses autres groupes Throwdown et Eighteen Visions. Il est remplacé par Dan Palmer, anciennement du groupe Eyelid. Ils tournent pendant le reste de l'année.
En août 2006, le batteur Todd Hennig quitte le groupe pour jouer dans Sex N Violence avec Gene Bullets, Brent Clawson, et Kevin Besignano de Bullets and Octane, et la star de télé-réalité/propriétaire de Briterion Records Jeremy Miller. Todd est rapidement remplacé par Chris Dalley. Le premier concert de Dalley avec le groupe a lieu au Rock al Parque, en Colombie, devant des milliers de fans.
En septembre 2006, il a été annoncé que l'ancien batteur du groupe Jarrod Alexander et le guitariste Jim Miner rejoindraient Death by Stereo pour participer à l'écriture et à l'enregistrement de leur prochain album. Depuis cette époque, Jim et Jarrod participent à des concerts et aident à écrire des chansons. Mais ils ne rejoignent pas le groupe à temps plein. Le groupe de tournée de Death by Stereo, de la fin 2006 à la mi-2008, était composé de Schulz, Rebbe, Dalley et Palmer.
En septembre 2010, Death by Stereo commence à écrire de nouveaux morceaux pour leur prochain album. Le 24 octobre 2011, Death by Stereo publie un aperçu de leur prochain album sur leur page Facebook. La nouvelle chanson s'intitule WTF is Going on Around Here. Le groupe crée une nouvelle équipe de rue pour aider à promouvoir l'album à venir et la tournée. L'équipe de rue est créée via Facebook et porte le nom de Death Squad. Il existe deux branches de cette équipe de rue, les États-Unis et le Royaume-Uni. Comme indiqué dans la section biographie de la page Facebook du groupe, ils sont signés par Viking Funeral Records, un label détenu et géré par Fletcher Dragge du groupe Pennywise. Leur sixième album studio, Black Sheep of the American Dream, sort le 24 avril 2012 sur ce label. Le groupe tourne sans relâche tout au long de 2012 et 2013 pour soutenir Black Sheep of the American Dream,,,.
En janvier 2015, Death by Stereo sort sa première chanson en deux ans et demi, Neverending, par le biais de sites de streaming en ligne. Il apparaît également en ouverture de leur EP de six chansons, Just Like You'd Leave Us, We've Left You for Dead, sort le 28 octobre 2016 Une tournée mondiale en soutien à l'EP suit.
Dans une interview de janvier 2020 avec No Echo, Efrem Schulz révèle que Death by Stereo travaillait sur la suite de l'album Black Sheep of the American Dream (2012), et qu'il s'appellerait We're All Dying Just in Time. Il a décrit le contenu de l'album comme « une attaque en règle contre le système dans lequel on vit actuellement. Je pense qu'il contient les meilleurs éléments de tout ce que nous avons fait par le passé, tout en allant de l'avant. C'est vraiment très énervé. » We're All Dying Just in Time sort le 7 août 2020, et constitue leur première sortie sur leur label d'origine Indecision Records depuis plus de 20 ans.

## Discographie

### Albums studio
- 1999 : If Looks Could Kill, I'd Watch You Die
- 2001 : Day of the Death
- 2003 : Into the Valley of Death
- 2005 : Death for Life
- 2009 : Death Is My Only Friend
- 2012 : Black Sheep of the American Dream
- 2020 : We're All Dying Just in Time

### EP
- 1998 : Fooled by Your Smile
- 2000 : Death by Stereo/Ensign split
- 2000 : No Shirt, No Shoes, No Salvation
- 2016 : Just Like You'd Leave Us, We've Left You for Dead

### Albums live
- 2003 : Law of Inertia Live Series Volume 3
- 2007 : Death Alive